# OpenDocument
OpenDocument Format, ODF (от англ. OASIS — Open Document Format for Office Applications — рус. открытый формат документов для офисных приложений) — открытый формат файлов документов для хранения и обмена редактируемыми офисными документами, в том числе текстовыми документами (такими как заметки, отчёты и книги), электронными таблицами, рисунками, базами данных, презентациями.
Стандарт был разработан индустриальным сообществом OASIS и основан на XML-формате. 1 мая 2006 года принят как международный стандарт ISO/IEC 26300. В июле 2015 года стандартизован ODF версии 1.2. В июне 2021 года опубликована версия ODF Standard 1.3.
Стандарт был совместно и публично разработан различными организациями, доступен для всех и может быть использован без ограничений. OpenDocument появился как альтернатива частным закрытым двоичным форматам Microsoft Office 97—2003 (DOC, XLS, PPT); его основным конкурентом является формат Microsoft OOXML.
Файл OpenDocument — ZIP-архив, включающий в себя файловую иерархию, содержащую XML-файл самого документа, файлы включений (например, картинок), вспомогательные файлы с метаинформацией, картинку-миниатюру страницы документа и тому подобное.

## MIME-типы и расширения
| Вид документа                                                   | MIME-тип                                                 | Расширение |
| --------------------------------------------------------------- | -------------------------------------------------------- | ---------- |
| Текстовый документ                                              | application/vnd.oasis.opendocument.text                  | odt        |
| Текстовый документ, используемый как шаблон                     | application/vnd.oasis.opendocument.text-template         | ott        |
| Графический документ                                            | application/vnd.oasis.opendocument.graphics              | odg        |
| Графический документ, используемый как шаблон                   | application/vnd.oasis.opendocument.graphics-template     | otg        |
| Документ презентации                                            | application/vnd.oasis.opendocument.presentation          | odp        |
| Документ презентации, используемый как шаблон                   | application/vnd.oasis.opendocument.presentation-template | otp        |
| Электронная таблица                                             | application/vnd.oasis.opendocument.spreadsheet           | ods        |
| Электронная таблица, используемая как шаблон                    | application/vnd.oasis.opendocument.spreadsheet-template  | ots        |
| Документ диаграммы                                              | application/vnd.oasis.opendocument.chart                 | odc        |
| Документ диаграммы, используемый как шаблон                     | application/vnd.oasis.opendocument.chart-template        | otc        |
| Документ изображения                                            | application/vnd.oasis.opendocument.image                 | odi        |
| Документ изображения, используемый как шаблон                   | application/vnd.oasis.opendocument.image-template        | oti        |
| Документ формулы                                                | application/vnd.oasis.opendocument.formula               | odf        |
| Документ формулы, используемый как шаблон                       | application/vnd.oasis.opendocument.formula-template      | otf        |
| Составной текстовый документ                                    | application/vnd.oasis.opendocument.text-master           | odm        |
| Текстовый документ, используемый как шаблон для HTML-документов | application/vnd.oasis.opendocument.text-web              | oth        |

## Преимущества OpenDocument
- Пользователи, сохраняющие свои данные в открытом формате, таком как OpenDocument, избегают опасности быть заложником единственного поставщика-монополиста. Они свободны выбрать другое программное обеспечение, если их сегодняшний поставщик уйдёт с рынка, поднимет цены, изменит своё программное обеспечение или изменит условия лицензионного соглашения на более строгие.
- OpenDocument является единственным стандартом для редактируемых офисных документов, утверждённым независимым комитетом по стандартам и реализованным несколькими поставщиками программного обеспечения. OpenDocument может быть использован любым поставщиком ПО, включая, в том числе, поставщиков закрытого программного обеспечения и разработчиков, использующих GNU GPL.

## Критика OpenDocument
Спецификация ODF версии 1.0 подвергалась критике по следующим причинам:
- В стандарте не описаны спецификации скриптов и макросов, которые играют важную роль в офисных приложениях. Результатом этого становится наличие различных реализаций сценариев в разных приложениях[3].
- В спецификации OpenDocument Format 1.0-1.1 говорится о формате ZIP, но нет ссылок на стандарт, описывающий его.
- Хотя OpenOffice.org позволяет использовать цифровые подписи и сохранять их в ODF, используя XML-DSig, сам стандарт OpenDocument Format 1.0-1.1 применения цифровых подписей не описывает. Однако новая версия формата 1.2 уже включает XML-DSig подобно используемому в OpenOffice.org[4].
- Спецификация OpenDocument Format, принятая ISO, не определяет язык формул, что означает, что соответствующие файлы не обязаны быть совместимыми. OASIS работает над стандартизацией OpenFormula для ODF версии 1.2[5].
- Спецификации ODF 1.0-1.1 не допускают использования таблиц в презентациях. Эти возможности включены в версию 1.2.[6]

## Поддерживаемое программное обеспечение
OpenDocument software (англ. OpenDocument software)
С форматом ODF может работать как свободное программное обеспечение, так и проприетарное. Это могут быть офисные пакеты (как автономные, так и веб-приложения) и отдельные приложения, такие как текстовые процессоры, электронные таблицы, презентации и приложения для управления данными. Ниже представлен список известных текстовых редакторов, текстовых процессоров и офисных пакетов, полностью или частично поддерживающие OpenDocument:
- OpenOffice.org
- LibreOffice
- IBM Lotus Symphony
- IBM Productivity Tools (компоненты в составе IBM Lotus Notes)
- KOffice
- AbiWord
- Scribus
- Textmaker
- Visioo-Writer[англ.]
- ODFReader
- NeoOffice
- Google Docs
- AjaxWrite
- Zoho Office Suite
- КП ОФИС
- МойОфис
- ONLYOFFICE

### Microsoft
Первоначальная версия Microsoft Office 2007 не имела поддержки OpenDocument.
7 февраля 2007 Sun Microsystems, основоположник разработки пакета OpenOffice.org, выпустила бесплатное расширение для Microsoft Office, позволяющее производить чтение и запись формата ODF — Sun ODF Plugin for Microsoft Office.
21 мая 2008 года Microsoft объявила о будущем внедрении поддержки ODF в Microsoft Office 2007, которая и была реализована в Service Pack 2. Европейская комиссия назначила расследование с целью разобраться, приведёт ли это к лучшей совместимости и более широкому выбору для пользователя.
Microsoft Office 2007 приобрёл поддержку формата OpenDocument, начиная с SP2. Но эта реализация стандарта подвергалась критике как далёкая от совершенства. Альянс ODF заявил, что данное программное обеспечение фактически не поддерживает стандарт OpenDocument, и опубликовал технический отчёт о тестировании работы MS Office 2007 SP2 с файлами OpenDocument. В частности, там говорится об отсутствии поддержки зашифрованных документов и о сохранении формул не в том формате, в каком это делают при сохранении файлов ODF программы OpenOffice.org, KSpread, Google Docs и IBM Lotus Symphony. Как показал в своём исследовании Роб Вейр, файлы электронных таблиц ODF, созданные в Excel, оказались практически нечитаемыми для всех существовавших на тот момент офисных пакетов, работающих с ODF, как и созданные в них файлы — нечитаемыми для Excel. Журнал ZDNet опубликовал статью, в которой делается вывод, что Microsoft, выпустив SP2, только ухудшила ситуацию со способностью разных офисных пакетов ко взаимодействию сравнительно с периодом, когда оно обеспечивалось для MS Office только плагином компании Sun. Microsoft даже обвиняли в сознательном нежелании следовать стандарту ISO при реализации поддержки ODF и стремлении фрагментировать стандарт, создав его преднамеренно ущербную вариацию.
Также Microsoft финансирует свободный проект плагина для Microsoft Office для пакетного преобразования документов, ODF Converter, под BSD-like лицензией на SourceForge.net. 2 февраля 2007 года была выпущена версия 1.0 плагина к Word версий 10—12 (XP—2007) на 5 языках (не включая русский). В планах проекта - выпуск плагинов для Excel и PowerPoint к ноябрю 2007 года.
19 апреля 2010 года компания Oracle, к которой после покупки ею компании Sun Microsystems, разработчика плагина поддержки ODF для Microsoft Office, перешли все права на него, закрыла свободный доступ к плагину.
Помимо Microsoft Office, формат OpenDocument (в частности, .odt) поддерживает редактор WordPad, входящий в состав Windows 7 (наряду с форматом Office Open XML, разработанным Microsoft).

## Использование
Использование OpenDocument (англ. OpenDocument adoption)
Одна из целей открытых форматов, таких как OpenDocument, состоит в том, чтобы гарантировать долгосрочный доступ к данным без юридических или технических барьеров, поэтому в некоторых странах открытые форматы стали государственными стандартами.
| Международные   | Международные | - НАТО - Европейский союз |
| Государственные | Африка        | ЮАР |
| Государственные | Азия          | Япония Малайзия Индия Россия [ 25 ] Южная Корея Китайская Республика [ 26 ] [ 27 ] [ 28 ] |
| Государственные | Европа        | Европейский союз [ 23 ] [ 24 ] Бельгия Хорватия Дания Франция Германия [ 29 ] Венгрия Италия Латвия [ 30 ] Нидерланды [ 31 ] Польша [ 32 ] Португалия [ 33 ] Словакия Швеция [ 34 ] Великобритания [ 35 ] [ 36 ] Норвегия [ 37 ] Россия [ 25 ] Сербия Швейцария Турция |
| Государственные | Южная Америка | Бразилия Уругвай [ 38 ] Венесуэла [ 39 ] |
| Региональные    | Региональные  | - Андалусия, Испания - Ассам, Индия - Эстремадура, Испания - Гонконг, Китай - Керала, Индия - Массачусетс, США - Мисьонес, Аргентина - Мюнхен, Бавария, Германия - Парана, Бразилия                                                                                    |